# Роијо Пјано
Роијо Пјано (итал. Roio Piano) је насеље у Италији у округу Л'Аквила, региону Абруцо.
Према процени из 2011. у насељу је живело 670 становника. Насеље се налази на надморској висини од 809 м.